# Cos (Cantabria)
Cos es una localidad del municipio de Mazcuerras, Cantabria (España). Está situado en el oeste del municipio, al pie de una montaña, a unos 141 metros de altitud. 
Dista kilómetro y medio de la capital municipal. Por esta localidad pasa el río Saja, pudiéndose observar una terraza fluvial que va desde aquí hasta Villanueva de la Peña.
Es parte de la Ruta de los Foramontanos que enlazaba desde tiempos medievales la montaña con la meseta. 
Celebra la festividad de Santiago, el 25 de julio y el día del Panucu, el 1 de mayo.

## Evolución demográfica
| 2000 | 2001 | 2002 | 2003 | 2004 | 2005 | 2006 | 2007 | 2008 |
| 237  | 232  | 233  | 244  | 241  | 251  | 255  | 258  | 266  |

| 2009 | 2010 | 2011 | 2012 | 2013 | 2014 | 2015 | 2016 | 2017 |
| 263  | 263  | 268  | 266  | 262  | 270  | 259  | 259  | 255  |

## Historia

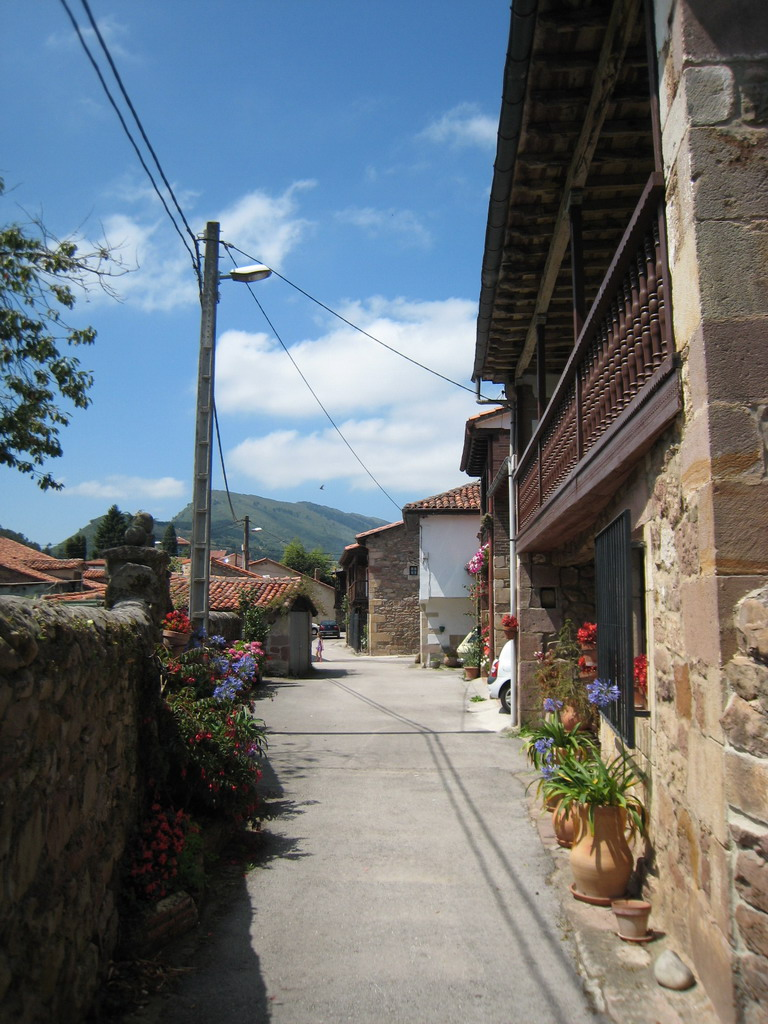
Callejuela típica de Cos.

Esta zona fue habitada al menos desde la Alta Edad Media, como evidenció la excavación de una necrópolis en la zona de Tresileja, en 1990, en la que se localizaron sepulturas del siglo VIII. Se trataría de una necrópolis de repoblación, como la de Sierra de Ibio, cuando este municipio era conocido con el término de "Malacoria".
Cos es uno de los concejos del valle de Cabezón, distrito incluido dentro de la merindad de las Asturias de Santillana, según el libro Becerro de las Behetrías de Castilla de 1351.
Con la reorganización municipal a comienzos del siglo XIX, Cos entró a formar parte del municipio de Mazcuerras (1821).
En esta localidad nacieron los militares José Antonio de la Campa y Cos (nacido en 1674) y Fernando de la Campa y Cos (nacido en 1676), así como el boxeador Casimiro Martínez Iñarra (nacido en 1944).

## Patrimonio
La aldea sigue teniendo una disposición medieval, organizada en pequeñas manzanas o celdillas que perforan pequeñas corraladas protegidas
Se trata de un pueblo en el que se conservan varias casonas montañesas típicas, generalmente con tejado a dos aguas y fachada en el que hay un soportal con arcos de medio punto y solana o galería corrida en el primer piso. 
Otros elementos del patrimonio civil a destacar son una torre gótica del siglo XIII y una casa-torre renacentista, la primera en ruinas.
De su patrimonio religioso destaca la ermita de Cintul, incluida en el Inventario General del Patrimonio Cultural de Cantabria, como Bien Inventariado, mediante resolución de 19 de diciembre de 2000. Data de dos momentos distintos: la nave entre finales del siglo XII y principios del XIII y el ábside del siglo XV.
También es destacable la iglesia parroquial, dedicada a Santiago Apóstol del siglo XVIII y la necrópolis de Tresileja.
- Datos: Q5789839
- Multimedia: Cos, Cantabria / Q5789839